# We Are the Fallen
We Are The Fallen es una banda estadounidense de hard rock creada en 2009 en Los Ángeles (California). La conforman los exintegrantes de Evanescence Ben Moody, John LeCompt y Rocky Gray, acompañados del bajista Marty O'Brien y de la cantante irlandesa Carly Smithson.

## Historia

### Orígenes (2009-2010)
En 2003, en medio de una gira, Ben Moody mantuvo una seria conversación con Rocky Gray y John LeCompt sobre la situación en la que su antigua banda se comenzaba a mover, una dirección muy diferente a la inicialmente prevista. Moody sentía que algo tenía que cambiar a fin de preservar su estilo de música, y así tomó la difícil decisión de abandonar Evanescence por diferencias creativas con la cantante.
Después de esa decisión Ben Moody decidió iniciar su carrera solista y también a componer para otros artistas; en una de esas travesías musicales conoció al bajista Marty O'Brien.
O`Brien se dio cuenta de lo que Ben realmente necesitaba, hablo con él sobre formar una banda; y después de 7 años de insistencia, Moody aceptó comenzar de nuevo con el tipo de proyecto musical que siempre soñó; Ben y Marty fueron los fundadores de lo que hoy es conocido como We Are The Fallen.
Tiempo después cuando John LeCompt fue expulsado de Evanescence, Rocky Gray decide abandonar la banda por solidaridad con su compañero y amigo; tiempo después Moody, al enterarse de la situación se acercó a ellos y les comentó la idea de formar una banda junto a Marty O'brien. LeCompt y Gray decidieron unirse al proyecto con la única condición de que en esta banda tuvieran la oportunidad de participar en todo el proceso creativo.
Todo compaginó bien, y la banda comenzó las audiciones en busca de una cantante en ciudades como Nueva York y Los Ángeles; Ben Moody temía que la búsqueda tomase mucho tiempo, pero una amiga de Moody le mostró algunos vídeos en línea del "American Idols LIVE! Tour 2008" donde Carly Smithson cantaba Bring Me To Life (canción que casualmente fue la utilizada por las aspirantes que hicieron audiciones para ser las cantantes de la banda).
Ben se puso en contacto con Smithson, quien estaba desarrollando un álbum en solitario después de la gira con American Idol; Moody y Smithson tuvieron una reunión donde hablaron sobre lo que querían hacer musicalmente y descubrieron que sus ideas eran similares. 
Después de que Ben presentase a Carly al resto de la banda, y estos quedaran sorprendidos con su voz, fue aceptada y se convirtió en la cantante oficial de la banda; entonces We Are The Fallen comenzó a trabajar en su primera canción. Tuvieron su debut el 22 de junio del 2009 en una conferencia de prensa y un pequeño show donde tocaron su primera canción, Bury Me Alive.
Inmediatamente después de terminar este pequeña presentación, se permitió descargar gratuitamente la canción Bury Me Alive en la página oficial solo para 100 000 solicitantes; la banda pensaba que eran más que suficientes, pero la respuesta a la descarga gratuita colapsó su base de datos y rápidamente subieron un vídeo a YouTube pidiendo disculpas ya que no esperaban tantas descargas, así que pusieron a disposición la demo de Bury Me Alive en su myspace para descarga ilimitada.
El nombre de la banda tiene varios significados, se dice que la agrupación ya se llamaba We Are The Fallen pero hubo una confusión en los medios de comunicación al comenzar a llamarlos (we are) "The Fallen"
El nombre de la banda también se puede interpretar como un juego de palabras (en español: "Somos los caídos") que hace alusión al álbum debut de Evanescence.
También queda claro que ya existían otras dos bandas llamadas igual, pero eso no impidió que siguieran siendo conocidos como "The Fallen", ya que gracias al ingenio de Hana Pestle (cantante y en ese entonces, compañera sentimental de Moody) nació el título We Are The Fallen; Hana propuso el nombre porque era el ideal para la banda, ya que así los chicos recordarían de donde venían, pero de una manera más divertida y sarcástica.
En una entrevista con CNN, Carly Smithson habló sobre qué significa para ellos el nombre de la banda:

...El nombre de la banda es más bien una declaración. Sentimos que nuestros fans pueden decir 'We Are The Fallen' así como nosotros. No es simplemente el nombre de una banda, es el nombre de un movimiento.

Somos un grupo de personas que se encuentren en la misma situación. Se trata de una colaboración de nuestros fans y nosotros apreciando la música que estamos haciendo; todo esto representa libertad. Cada uno de nosotros en esta banda nos sentimos libres de ir y ser lo que somos, amo eso.

### EraTear the World Down(2010-2011)
Como banda independiente, su plan original era lanzar dos demos gratis a través de internet cada dos meses y luego compilarlos en un álbum con interludios orquestales. Esto se esfumó cuando la casa discográfica Universal Republic los convenció para firmar un contrato con ellos y así comenzar las grabaciones de su álbum debut.
A través de las redes sociales más famosas como Facebook y Twitter, junto con su página oficial, dieron a conocer los detalles de la grabación de su álbum debut; la banda mostraba video-reportes, fotografías y todo tipo de rarezas donde los fans podían ver paso a paso la grabación del álbum, terminado el 11 de diciembre del 2009.
El 2 de febrero del 2010 lanzaron oficialmente Bury Me Alive como el primer sencillo vía iTunes incluyendo un épico outro orquestal, dándole nueva vida a la canción.
La banda dio luz verde a la promoción de su álbum debut el 23 de marzo del 2010 en el King's College de Londres (Inglaterra), donde hicieron la primera presentación oficial de la gira y tocaron todas las canciones de su álbum debut, además de un cover de Madonna y de Iron Maiden, terminando el show con una serie de autógrafos.
El vídeo debut fue el de la canción Bury Me Alive y se estrenó el 25 de marzo del 2010 en el sitio web 'AOL Noisecreep' y días después el vídeo apareció en el canal oficial de la banda en YouTube.
A pesar de que la banda lleva poco tiempo en la música, las comparaciones entre We Are The Fallen y Evanescence no se han hecho esperar, por lo que el 24 de agosto de 2010 Ben Moody publicó en EvBoard un escrito que decía:

"... Nunca di crédito a las críticas excesivas e innecesariamente maliciosas y no me obsesiono con lo que la gente a la que nunca he conocido tiene que decir de mí, pero por alguna razón me veo obligado a romper mi silencio. (...) Estoy literalmente abrumado por la impresión que ha causado mi nueva banda We Are The Fallen entre los fans de Evanescence. (...) Al parecer, We Are The Fallen ha incitado un levantamiento; muchos de vosotros parecéis estar llevando a cabo una guerra que no existe. (...) Si tuviera la intención de competir con Evanescence lo hubiera hecho hace unos malditos siete años. (...) ¡Amy es feliz!, ¡Yo soy feliz! ¿Por qué tantos de vosotros os negáis a reconocer eso? (...) Si los fans deciden que están dispuestos a acabar esta competencia imaginaria entre nosotros dos... ¿Quién sabe? Igual podríais disfrutar de las dos bandas. (...) Yo lo hago."

La primera parte de la gira fue un tour por 28 ciudades de EUA, siendo teloneros de la banda finlandesa, HIM, esta gira terminó el 9 de mayo de 2010 en Nueva York para inmediatamente comenzar la segunda etapa de la gira como banda principal por 14 ciudades de EE.UU. y los festivales más importantes de Europa. Para terminar la promoción del sencillo Bury Me Alive, la banda comenzó la tercera etapa del tour junto con la banda estadounidense Saving Abel. 
El segundo sencillo sería la canción Tear The World Down (compuesta por Rocky Gray), para este sencillo la banda planeaba lanzar una versión editada de la canción ya que la versión original sobrepasa los 6:00 minutos de duración, siendo hasta ahora una de las canciones más largas de We Are The Fallen. La banda hizo un concurso para los fanes donde deberían adivinar qué canción del álbum sería lanzado como el próximo sencillo; además de poder crear la portada de dicho sencillo.
La ganadora fue una chica quien rápidamente adivino la canción y quien hizo un diseño épico donde se puede ver un mundo siendo destruido por bombas. Después de que la banda tenía todo listo, la discográfica Universal Republic Records retrasó varias veces la salida del segundo sencillo, para luego retrasarlo indefinidamente; al parecer, la discográfica quería lanzar como segundo sencillo la balada 'Sleep Well My Angel', ya que esta canción aparecía en el tracklist de singles recientes en la página oficial de la disquera sin el consentimiento de la banda; tiempo después la banda decidió terminar su contrato con esa disquera (Ben Moody lo confirmó el 27 de mayo de 2011).

### Cirque Des Damnés (2011-2012)
A causa de la problemática con la discográfica, la banda entró en una espiral de silencio durante meses. Mientras decidían su futuro, se dedicaron a sus proyectos personales. Carly Smithson se unió al elenco del show "Viva Elvis" del Cirque du Soleil en el Aria Resort de Las Vegas. El espectáculo estaba basado en la vida de Elvis Presley, y Carly interpretó temas clásicos, como "One Night With You", además del himno nacional estadounidense (a pesar de que es irlandesa). 
Gracias a esto hubo una conexión entre el arte que maneja el Cirque du Soleil y lo que deseaban hacer los chicos del grupo en sus espectáculos en vivo. Así, la banda programó un show especial para el 22 de enero de 2011 (para celebrar de una manera épica y original el 30.º cumpleaños de Ben Moody). El show tuvo lugar en el Avalon Theater de Hollywood (California). El concierto fue gratuito y se llamó Cirque Des Damnés (en español: "Circo de los Malditos").
Ben Moody afirmó que este sería el concierto más grandioso que han hecho hasta el momento; es por eso que los fanes pidieron que el show fuera grabado profesionalmente y algún tiempo después la banda confirmó que el show sería parte del primer DVD oficial de We Are The Fallen. 
Al cumplirse el primer aniversario del Tear The World Down (11 de mayo), la banda aprovechó que los fanes los felicitaron en todas las redes sociales y decidieron dar como regalo a los fanes la canción y el vídeo en vivo del tema Separate Ways como adelanto de lo que sería el DVD; dos semanas después, la banda volvió a mostrar un adelanto del DVD, en esta ocasión fue el vídeo en vivo de la balada I Am Only One. 
Los fans estuvieron muy impacientes por la salida del DVD, pero Ben Moody aclaró que durante todo el 2011 no pararon de hacer honor al nombre de la banda.

"Voy a hablar brevemente de algunos temas importantes que os interesan.
En primer lugar, ha habido muchas preguntas sobre el DVD. ¡Está listo! Lo ha estado desde hace bastante tiempo. Sin embargo, un hombre que carece de cerebro y corazón decidió gastar la mayor cantidad posible de mi tiempo y dinero presentando una frívola demanda contra mí, demanda que me prohibió temporalmente seguir adelante con la distribución del DVD. Afortunadamente, esa persona se ha arrastrado de nuevo a la ratonera de donde salió y ahora estoy preparando toda la distribución. Ya sabéis que las demandas judiciales de alguna manera estancan casi cualquier cosa, así que os agradecemos vuestra paciencia. Estoy seguro de que Carly tendrá mucho que decir sobre quien nos ha denunciado... así que cuidado. La animo a usar tantos 'F.You' como sean posibles.

We Are The Fallen está constantemente escribiendo y grabando nuevas canciones. Ha sido un año muy ocupado para todos nosotros a muchos niveles".

La falta de una discográfica no alteraría el futuro de la banda, ya que el grupo lanzó el DVD Cirque Des Damnés con sus propios recursos (volviendo al plan original como banda independiente). El 20 de mayo de 2012, Ben Moody subió un vídeo a YouTube junto a Carly Smithson donde explicaban sus futuros planes. Ben dijo que ha escrito material suficiente para un álbum y más. También contaron que John LeCompt y Rocky Gray han estado escribiendo música. Carly dijo que creía haber escrito una gran canción, un gran hit, pero que todavía tiene que enseñársela al resto de la banda. También se anunció un dueto entre Carly y Ben.
Carly terminó su participación en el Viva Elvis del Cirque Du Soleil en agosto de 2012 para esperar el nacimiento de su hija, ya que otra de las causas por las que la banda ha estado un poco alejada del ojo público es por el embarazo de Carly Smithson, el cual se dio a conocer el 9 de junio de 2012 a través de Twitter, donde Carly mostró en una fotografía sus 6 meses de embarazo.
Carly está casada desde 2004 con Todd Smithson, un artista del tatuaje y dueño de una tienda de tatuajes llamada "Nothing Sacred Tatto". 
Carly mantuvo en secreto su embarazo porque quería estar segura de que el embarazo fuera bien, sin ningún tipo de complicaciones; y aunque el nacimiento se retrasó 10 días, su hija nació totalmente sana el 30 de septiembre de 2012 a las 10:55 PM. El nacimiento se reveló el 3 de octubre en Twitter. El nombre de su hija es Olivia Mabel Smithson; Carly ha confirmado que ya están planeando entrar al estudio de grabación en próximas fechas y que ya tienen listo el título del segundo álbum, aparte de tener muchos planes de visitar Sudamérica por primera vez. 
En mayo de 2021, la banda fue anunciada como intérprete especial para Shiprocked 2022, marcando su primera fecha de presentación desde 2011.

## Integrantes
- Ben Moody - Guitarrista, pianista, programador, percusionista y compositor
- Marty O'Brien - Bajista y compositor
- Rocky Gray - Batería, guitarrista y compositor
- Carly Smithson - Vocalista y compositora
- John LeCompt - Guitarrista, mandolina, programador y compositor

## Discografía
- 2010: Tear the World Down
- 2012: Cirque Des Damnés DVD